# Gaucelmus augustinus
Espèce
Synonymes
- Theridion eigenmanni Banks, 1902
- Theridion santaanae Kraus, 1955

Gaucelmus augustinus est une espèce d'araignées aranéomorphes de la famille des Synotaxidae.

## Distribution
Cette espèce se rencontre aux États-Unis en Floride, en Géorgie, en Caroline du Sud, en Alabama, au Mississippi, en Louisiane et au Texas, au Mexique, au Guatemala, au Salvador, au Costa Rica, au Panama, aux Bahamas et à Porto Rico,,.

## Habitat
Cette araignée est troglophile.

## Description
Les mâles mesurent de 3,0 à 5,0 mm et les femelles de 4,0 à 9,0 mm.

## Systématique et taxinomie
Cette espèce a été décrite par Keyserling en 1884. Elle est placée dans le genre Nesticus par Simon en 1895 puis dans le genre Gaucelmus par Gertsch en 1971.
Theridion eigenmanni a été placée en synonymie par Levi en 1957.
Theridion santaanae a été placé en synonymie par Gertsch en 1984.

## Étymologie
Son nom d'espèce lui a été donné en référence au lieu de sa découverte, Saint Augustine.

## Publication originale
- Keyserling, 1884 : Die Spinnen Amerikas II. Theridiidae. Nürnberg, vol. 1, p. 1-222  (texte intégral).